# Charles Ives
Charles Edward Ives, ameriški skladatelj, * 20. oktober 1874, Danbury, Connecticut, † 19. maj 1954, New York.

## Življenjepis
Njegov oče, George Ives, je bil dirigent vojaške godbe ameriške vojske med državljansko vojno. Poslušanje korakajočih glasbenikov je navdahnilo dečka z zanimanjem, prav tako pa tudi izvirni glasbeni pouk, ki mu ga je nudil oče. Ives je s 14-imi leti postal cerkveni orglar in v tistem času spisal mnogo pesmi za bogoslužne namene. Leta 1893 je maturiral, nato pa študiral kompozicijo na Univerzi Yale. Po diplomi (leta 1898) se je zaposlil kot računovodja v družbi za življenjska zavarovanja za tedensko plačo v takratni vrednosti 5 USD. Kasneje je postal direktor. Z orglarskim udejstvovanjem je nadaljeval do leta 1906. Leta 1907 je doživel srčni napad, prvega izmed mnogih. Ko si je opomogel, je sledilo njegovo najbolj kreativno skladateljsko-ustvarjalno obdobje. Leta 1908 se je poročil s Harmony Twitchell, deset let kasneje pa se je njegov ustvarjalni zagon ustavil. Svojo zadnjo skladbo je napisal leta 1927, po tem letu je opravil le še nekaj revizij svojih starih skladb. Leta 1930 se je kot zavarovalni agent upokojil. 

## Izbor skladb
- Variacije na »Ameriko«, za orgle (1891)
- Godalni kvartet št. 1, »From the Salvation Army« (1896)
- Simfonija št. 1, d mol (1896–98)
- Simfonija št. 2 (1897–1901)
- Simfonija št. 3, »The Camp Meeting« (1901–04)
- Central Park in the Dark, za komorni orkester (1898–1907)
- The Unanswered Question, za komorni sestav (1908)
- Violinska sonata št. 1 (1903–08)
- Klavirska sonata št. 1 (1902–09)
- Violinska sonata št. 2 (1902–10)
- Uvertura Robert Browning (1911)
- Simfonija: New England Holidays (1904–13)
- Godalni kvartet št. 2 (1907–13)
- Klavirski trio (1909–10, revidiran 1914–15)
- Trije kraji v Novi angliji (orkesterska verzija, št. 1) (1903–21)
- Violinska sonata št. 3 (1914)
- Klavirska sonata št. 2, 1840–60 (1909–15) (skladatelj jo je večkrat revidiral)
- Orchestral Set št. 2 (1912–15)
- Violinska sonata št. 4, »Children's Day at the Camp Meeting« (1912–15)
- Simfonija št. 4 (1910–16)
- Universe symphony (nedokončana, 1911–16, poskušal jo je dokončati do svoje smrti, 1954)
- 114 Pesmi (različna leta; 1887–1921, izdano 1922)
- Tri četrttonske klavirske skladbe (1923–24)
- »Old Home Days« (za pihala)